# Nowy Szwarocin
Nowy Szwarocin – wieś w Polsce położona w województwie mazowieckim, w powiecie sochaczewskim, w gminie Rybno. Ma statussołectwa.
| SIMC    | Nazwa       | Rodzaj    |
| ------- | ----------- | --------- |
| 0736994 | Bogumiła    | część wsi |
| 0737002 | Złoty Potok | część wsi |

W latach 1975–1998 miejscowość administracyjnie należała do województwa skierniewickiego.
Sołectwo 31 grudnia 2013 roku liczyło 108 mieszkańców.